# Bukarester FC
Bukarester FC was een Roemeense voetbalclub uit de hoofdstad Boekarest.

## Geschiedenis
De club werd in 1912 opgericht door Duitse arbeiders en draagt daardoor een Duitse naam. Het was na Olimpia en Colentina de derde voetbalclub uit de hoofdstad. In het oprichtingsjaar schreef de club zich nog in voor het kampioenschap, maar werd vierde en laatste. 
De volgende twee seizoenen werd de club vicekampioen achter Colentina. In 1914 won de club de Alexandru Bellio beker en in 1913 en 1915 de Harwaster Beker. In 1916 werd de club voor de derde keer vicekampioen, dit keer achter Prahova Ploiesți. Door de Eerste Wereldoorlog verlieten de buitenlandse arbeiders, waaronder de Duitse, het land en werd de club opgedoekt.